# Epimetasia abbasalis
Epimetasia abbasalis är en fjärilsart som beskrevs av Hans Georg Amsel 1974. Epimetasia abbasalis ingår i släktet Epimetasia och familjen Crambidae. Inga underarter finns listade i Catalogue of Life.